# 1. Fußball-Club Kaiserslautern
L'1. Fußball-Club Kaiserslautern, noto anche come Kaiserslautern, nella forma abbreviata K'lautern e con gli acronimi 1. FCK e FCK, è una società calcistica tedesca con sede a Kaiserslautern, città della Renania-Palatinato. Milita nella Zweite Bundesliga, la seconda divisione del calcio tedesco, e gioca le partite casalinghe nel Fritz-Walter-Stadion.
Nato nel 1900 dalla fusione tra Germania 1896 e FG Kaiserslautern, ha vinto quattro titoli nazionali, due Coppe e una Supercoppa di Germania. È stata la prima e sinora unica squadra tedesca ad aggiudicarsi il titolo da neopromossa, nella stagione 1997-1998.

## Storia

### Dalla fondazione alla seconda guerra mondiale
Il Kaiserslautern viene fondato nel 1900 come FC 1900 dall'unione del Germania 1896 e del'FG Kaiserslautern; successivamente, nel 1909, si aggregano altri due club, il Palatia e il Bavaria. Di queste squadre, il Bavaria e il 1900 fanno parte della nuova Westkreis-Liga quando questo campionato viene istituito nel 1908, con l'ultimo dei due club che vince il primo proprio titolo di questa serie. In seguito, nel 1919 il 1900 raggiunge la Kreisliga Saar, e nel 1920 si trova nella Kreisliga Pfalz; il club gioca infine in Bezirksliga Rhein-Saar nel 1931, inoltre proprio in questo anno assume la denominazione attuale.
L'organizzazione del campionato cambia nella prima parte degli anni trenta, quando il regime nazista prende il potere in Germania; in questi anni il Kaiserslautern arriva a giocare per qualche stagione nella Gauliga Südwest/Mainhessen, uno dei sedici gironi regionali che costituiscono le eliminatorie del massimo torneo tedesco. Il club vince il titolo di campione del proprio girone, la Gauliga Südwest/Staffel Saarpfalz, nel 1939; viene però eliminato nella fase successiva dal Kickers Offenbach, che è campione dello Staffel Mainhessen. Il Kaiserslautern conquista il titolo della Gauliga Westmark nella stagione 1941–1942, venendo tuttavia sconfitto per 3-9 nella fase nazionale dai futuri campioni dello Schalke 04, la squadra che domina il calcio tedesco in questi anni.

### Il dopoguerra e gli anni in Oberliga
Dopo la conclusione della guerra il campionato viene riformato. Il Kaiserslautern gioca in questo periodo nell'Oberliga Südwest, che vince per la prima volta nella stagione 1946-1947; questo anche grazie ai gol di Fritz Walter e di suo fratello Ottmar, che da soli segnano più di ogni altra squadra, quarantasei gol. Nella stagione successiva i Diavoli Rossi raggiungono per la prima volta la finale nazionale, venendo tuttavia sconfitti dal Norimberga; nella competizione seguente raggiungono invece le semifinali.
Nel 1950 la dirigenza assume alla guida della squadra Richard Schneider, e il club conquista subito il primo titolo nazionale dopo aver battuto il Preußen Münster nella finale; due anni dopo, invece, arriva il secondo successo nazionale, questa volta dopo aver sconfitto lo Stoccarda. A testimonianza del buon periodo, il Kaiserslautern raggiunge la finale anche nelle due stagioni successive, pur venendo qui sconfitto prima dall'Hannover 96, poi dal Rot-Weiss Essen. A livello personale, invece, cinque giocatori sono campioni del mondo in Svizzera: Werner Kohlmeyer, Werner Liebrich, Horst Eckel, oltre ai fratelli Walter. Tutti questi giocatori sono in campo nella finale, nella partita che passa alla storia come il Miracolo di Berna.
La squadra accusa però un momento di crisi verso la seconda metà degli anni cinquanta; il primo risultato di rilievo è il raggiungimento della finale della Coppa di Germania 1960-1961, che viene però persa contro il Werder Brema; questa è anche l'ultima stagione con Schneider in panchina. Nel 1963 arriva infine l'undicesimo e ultimo titolo nell'Oberliga Südwest.

### Dall'ingresso in Bundesliga agli anni 1980
Ad ogni modo, grazie a questo successo il Kaiserslautern è uno dei sedici club che nella stagione 1963-1964 danno vita alla prima edizione della Bundesliga. I primi anni nel nuovo campionato non sono tuttavia entusiasmanti per la squadra, che finisce spesso nella metà inferiore della classifica. Raggiunge però per due volte la finale della Coppa di Germania, nelle stagioni 1971-1972 e 1975-1976, anche se a conquistare il trofeo sono prima lo Schalke 04, poi l'Amburgo. In virtù di questi traguardi i tedeschi partecipano comunque alla Coppa UEFA nelle stagioni successive, raggiungendo i quarti nell'edizione 1972-1973.
Qualcosa cambia nel 1978, quando viene ingaggiato Karl-Heinz Feldkamp come allenatore: il Kaiserslautern raggiunge per due volte il terzo posto in Bundesliga, nel 1978-1979 e nel 1979-1980. Il club gioca inoltre la quarta finale della coppa nazionale nell'edizione 1980-1981, ma come nelle precedenti occasioni la partita viene vinta dagli avversari, in questo caso l'Eintracht Frankfurt. In campo internazionale, invece, i tedeschi arrivano nuovamente ai quarti della Coppa UEFA 1979-1980, mentre nella Coppa UEFA 1981-1982 raggiungono le semifinali; questo dopo aver avuto la meglio anche sul Real Madrid. In questo periodo la squadra, che può contare su Hans-Peter Briegel e Andreas Brehme, raggiunge nuovamente i quarti nella Coppa UEFA 1982-1983, dove ha eliminato anche il Napoli. Feldkamp ha però già lasciato il club, e da qui alla fine del decennio non arrivano risultati di rilievo.

### I due titoli in Bundesliga: gli anni 1990
L'allenatore ritorna alla guida del Kaiserslautern durante la stagione 1989-1990, alla fine della quale il club si aggiudica per la prima volta la Coppa di Germania, dopo aver sconfitto in finale il Werder Brema. L'esperienza nella Coppa delle Coppe 1990-1991 termina al primo turno, dopo aver incontrato i campioni in carica della Sampdoria, ma a fine stagione il club può festeggiare il primo successo in Bundesliga, il terzo in totale; tra i protagonisti dell'impresa figura anche Stefan Kuntz, che in seguito diventerà presidente del club. La stagione successiva comincia con la vittoria nella Supercoppa nazionale, ma in Coppa dei Campioni la squadra si ferma agli ottavi e non riesce quindi ad accedere alla fase a gruppi della manifestazione, la prima con la nuova formula. Nella stagione 1993-1994 la squadra ottiene un secondo posto in campionato finendo un solo punto dietro il Bayern Monaco, tuttavia rimane in corsa fino all'ultima giornata e Kuntz diventa capocannoniere.
Un nuovo trofeo viene conquistato nella stagione 1995-1996, la seconda coppa nazionale, vinta dopo aver sconfitto in finale il Karlsruhe. Però in campionato, nonostante i buoni piazzamenti degli anni precedenti che avevano fruttato anche diverse partecipazioni alla Coppa UEFA, il Kaiserslautern retrocede per la prima volta in Zweite Bundesliga. Ingaggiato Otto Rehhagel il club viene subito eliminato dalla Coppa delle Coppe, ma ottiene immediatamente la promozione. La stagione 1997-1998 passa certamente alla storia: la squadra è la prima a vincere la Bundesliga da neopromossa; tra i giocatori in rosa figura anche il giovane Michael Ballack ad inizio carriera. I tedeschi partecipano così alla Champions League, dove superano la fase a gironi, venendo poi eliminati ai quarti dai connazionali e futuri finalisti del Bayern. In seguito il Kaiserslautern, con Brehme in panchina, arriva alle semifinali della Coppa UEFA 2000-2001, dove viene però eliminato dal sorprendente Alavés.

### Dagli anni duemila
Intanto però la società comincia ad avere dei problemi economici, a cui pone parzialmente rimedio vendendo il Fritz-Walter-Stadion. In questi anni il Kaiserslautern torna in finale nella DFB-Pokal 2002-2003 dove è sconfitto, ma intanto in campionato Eric Gerets riesce ad ottenere un'insperata salvezza; nella Bundesliga 2003-2004 il club viene penalizzato di tre punti per i debiti contratti, fino a retrocedere nuovamente al termine del campionato 2005-2006.
La squadra torna così in seconda divisione dove trascorre quattro anni; vince sotto la guida di Marco Kurz il campionato 2009-2010 e torna in Bundesliga. I Diavoli Rossi concludono il primo anno in crescendo e ottengono un settimo posto finale, però retrocedono al termine della stagione successiva; tornati in seconda divisione hanno subito la possibilità di tornare in Bundesliga, ma perdono lo spareggio contro l'Hoffenheim. Ottengono poi un buon risultato nella Coppa di Germania 2013-2014, quando arrivano alle semifinali, salvo venire eliminati dai futuri campioni del Bayern Monaco. Il 22 aprile 2018, dopo una stagione trascorsa in zona retrocessione e la sconfitta interna contro la Dinamo Dresda, retrocede per la prima volta nella sua storia in Dritte Liga, il terzo livello del campionato tedesco.
Dopo quattro anni in terza divisione, nel 2021-2022 ottiene la promozione in Zweite Bundesliga vincendo lo spareggio contro la Dinamo Dresda (pareggio per 0-0 all'andata in casa, vittoria per 0-2 al ritorno in trasferta). Nel 2023-2024 la squadra giunge in finale in Coppa di Germania, persa per 1-0 contro il Bayer Leverkusen appena laureatosi campione di Germania.

## Colori e simboli

### Colori
I colori della maglia del Kaiserslautern sono il rosso, che è il colore principale, e il bianco. Infine, i pantaloncini e i calzettoni sono rossi.

### Simboli ufficiali

#### Stemma
Il simbolo del Kaiserslautern è composto da un cerchio rosso con all'interno i caratteri "1 FCK".

## Strutture

### Stadio

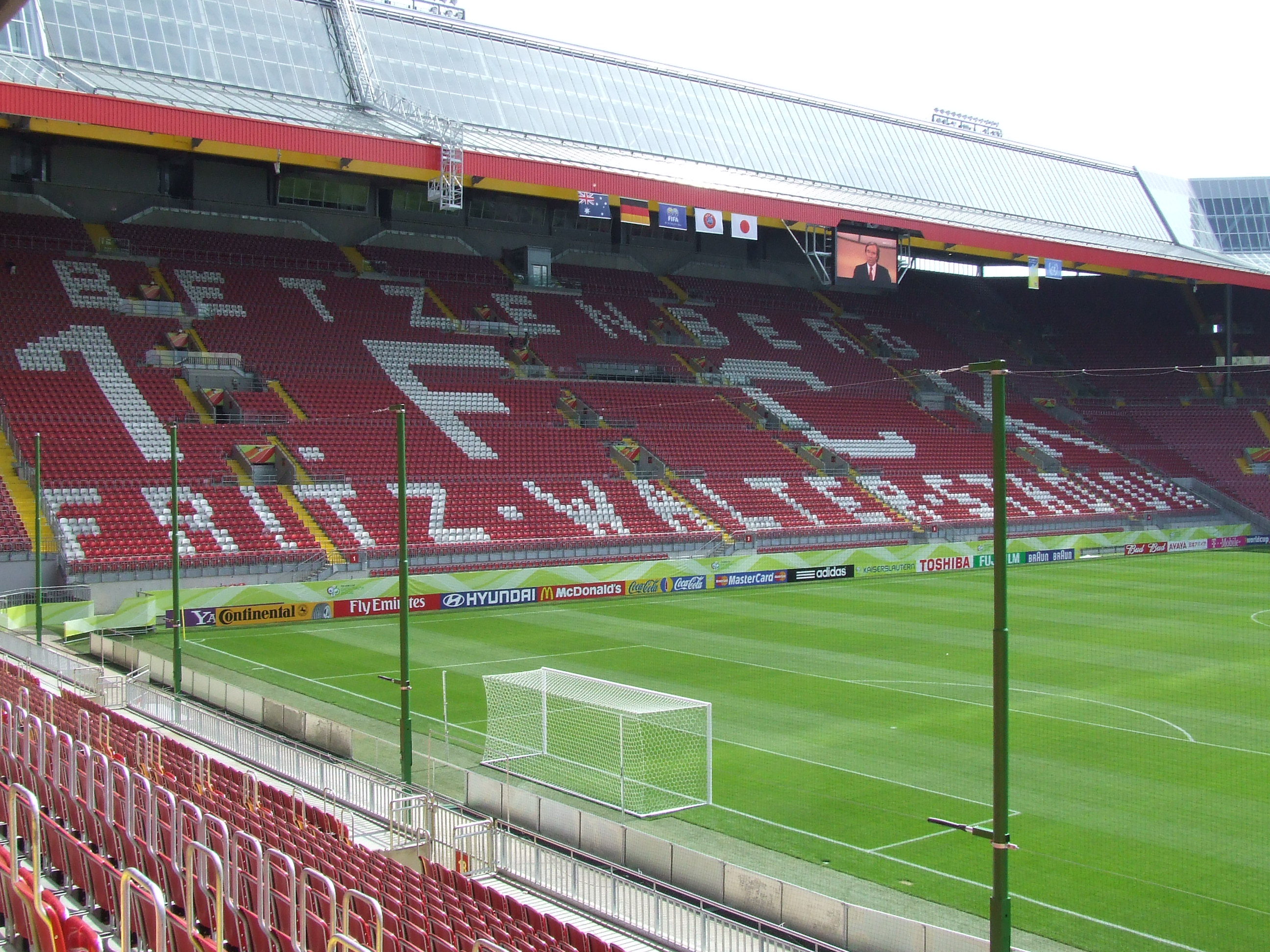
Veduta di una parte del Fritz-Walter-Stadion.

Dal 1920 il club disputa le proprie gare interne nel Fritz-Walter-Stadion, che sorge a Kaiserslautern e che può ospitare 49 780 spettatori. L'impianto è intitolato allo storico giocatore che trascorse tutta la carriera con la maglia del club e che nel 1954 si laureò campione del mondo in Svizzera.
Nella sua storia lo stadio è stato ristrutturato più volte e ha ospitato anche cinque incontri del campionato del mondo 2006, tra cui l'ottavo di finale tra Italia e Australia.

## Allenatori e presidenti
Tra tutti gli allenatori che si sono seduti sulla panchina del club si ricordano Karl-Heinz Feldkamp, che ha vinto il titolo 1990-1991, e Otto Rehhagel, che ha invece vinto quello del 1997-1998 da neopromosso. Da ricordare anche Richard Schneider, che oltre a rimanere in carica per 11 anni, vinse anche il campionato nazionale 1950-1951 e quello successivo.
Tutti gli allenatori a partire dal 1963, anno di nascita della Bundesliga:
- 1961-1964  Günter Brocker
- 1964-1965  Günter Brocker (01 lug.-27 feb.)
 Werner Liebrich (28 feb.-30 giu.)
- 1965-1967  Gyula Lóránt
- 1967-1968  Otto Knefler (01 lug.-04 mar.)
 Egon Piechaczek (05 mar.-30 giu.)
- 1968-1969  Egon Piechaczek (01 lug.-06 mag.)
 Dietrich Weise (07 mag.-30 giu.)
- 1969-1970  Gyula Lóránt
- 1970-1971  Gyula Lóránt (01 lug.-09 mar.)
 Dietrich Weise (11 mar.-30 giu.)
- 1971-1973  Dietrich Weise
- 1973-1978  Erich Ribbeck
- 1978-1982  Karl-Heinz Feldkamp
- 1982-1983  Rudolf Kröner (01 lug.-21 mar.)
 Ernst Diehl (22 mar.-30 giu.)
- 1983-1984  Dietrich Weise (01 lug.-26 ott.)
 Ernst Diehl (27 ott.-01 nov.)
 Manfred Krafft (02 nov.-30 giu.)
- 1984-1985  Manfred Krafft
- 1985-1987  Hannes Bongartz
- 1987-1988  Hannes Bongartz (01 lug.-11 nov.)
 Josef Stabel (12 nov.-30 giu.)
- 1988-1989  Josef Stabel
- 1989-1990  Gerd Roggensack (01 lug.-25 feb.)
 Karl-Heinz Feldkamp (28 feb.-30 giu.)
- 1990-1992  Karl-Heinz Feldkamp
- 1992-1993  Rainer Zobel
- 1993-1995  Friedel Rausch
- 1995-1996  Friedel Rausch (01 lug.-23 mar.)
 Eckhard Krautzun (27 mar.-30 giu.)
- 1996-2000  Otto Rehhagel
- 2000-2002  Andreas Brehme
- 2002-2003  Andreas Brehme (01 lug.-26 ago.)
 Karl-Heinz Emig (26 ago.-04 set.)
 Eric Gerets (04 set.-30 giu.)
- 2003-2004  Eric Gerets (01 lug.-02 feb.)
 Kurt Jara (03 feb.-30 giu.)
- 2004-2005  Kurt Jara (01 lug.-05 apr.)
 Hans-Werner Moser (06 apr.-30 giu.)
- 2005-2006  Michael Henke (01 lug.-19 nov.)
 Wolfgang Wolf (21 nov.-30 giu.)
- 2006-2007  Wolfgang Wolf (01 lug.-11 apr.)
 Wolfgang Funkel (12 apr.-30 giu.)
- 2007-2008  Kjetil Rekdal (01 lug.-08 feb.)
 Alois Schwartz (09 feb.-12 feb.)
 Milan Šašić (13 feb.-30 giu.)
- 2008-2009  Milan Šašić (01 lug.-04 mag.)
 Alois Schwartz (05 mag.-30 giu.)
- 2009-2011  Marco Kurz
- 2011-2012  Marco Kurz (01 lug.-19 mar.)
 Krassimir Balakov (22 mar.-30 giu.)
- 2012-2013  Krassimir Balakov,   Franco Foda
- 2013-2014  Franco Foda (01 lug.-28 ago.)
 Oliver Schäfer (30 ago.-15 set.)
 Kosta Runjaić (01 gen.-30 giu.)
- 2014-2015  Kosta Runjaić
- 2015-2016  Kosta Runjaic (01 lug.-22 set.)
 Konrad Fünfstück (23 set.-20 mag.)
 Tayfun Korkut (01 gen.-30 giu.)
- 2016-2017  Tayfun Korkut (01 lug.-27 dic.)
 Norbert Meier (03 gen.-30 giu.)
- 2017-2018  Norbert Meier (01 lug.-19 set.)
 Manfred Paula (20 set.-26 set.)
 Jeff Strasser (27 set.-31 gen.)
 Michael Frontzeck (01 feb.-30 giu.)
- 2018-2019  Michael Frontzeck (01 lug.-30 nov.)
 Sascha Hildmann (06 dic.-30 giu.)
- 2019-2020  Sascha Hildmann (01 lug.-15 set.)
 Alexander Bugera (17 set.-18 set.)
 Boris Schommers (19 set.-30 giu.)
- 2020-2021  Boris Schommers (01 lug.-29 set.)
 Jeff Saibene (2 ott.-30 gen.)
 Marco Antwerpen (1 feb.)

## Calciatori
- Capocannoniere della Bundesliga: 1

 Stefan Kuntz (1993-1994)
- Campioni del Mondo:
- Fritz Walter (1954)
- Ottmar Walter (1954)

- Eckel (1954)

- Werner Liebrick (1954)

- Kohlmeyer (1954)
- Campioni d'Europa

  Hans-Peter Briegel (Italia 1980)
  Youri Djorkaeff (Belgio-Paesi Bassi 2000)

## Palmarès

### Competizioni nazionali
- Campionato tedesco: 4

1950-1951, 1952-1953, 1990-1991, 1997-1998
- Coppa di Germania: 2

1989-1990, 1995-1996
- Supercoppa di Germania: 1

1991
- Campionato tedesco di seconda divisione: 2

1996-1997, 2009-2010

### Competizioni internazionali
- Coppa Intertoto: 3

1975, 1988, 1989

### Competizioni regionali
- Gauliga Westmark: 1

1941-1942
- Oberliga Südwest: 11

1946-1947, 1947-1948, 1948-1949, 1949-1950, 1950-1951, 1952-1953, 1953-1954, 1954-1955, 1955-1956, 1956-1957, 1962-1963
- Westkreis-Liga I: 1

1909
- South West Cup: 3

1979, 1997, 2008

### Competizioni giovanili
- Under-19 Bundesliga: 1

1991-1992
- DFB-Pokal der Junioren: 1

2002-2003
- Under-17 Bundesliga: 1

1982-1983

## Statistiche e record

### Partecipazione ai campionati e ai tornei internazionali

#### Campionati nazionali
Nella sua storia il Kaiserslautern ha avuto una lunga tradizione di successi: ha vinto per una volta la Gauliga Südwest/Mainhessen e per undici l'Oberliga Südwest, oltre a due titoli nazionali nel dopoguerra. In seguito è stata una delle squadre che nel 1963 ha preso parte alla prima edizione della Bundesliga. Anche qui ha ottenuto due successi, in particolare il titolo del 1997-1998 viene ricordato come l'unico conquistato da una neopromossa.
Dalla stagione 1963-1964 alla 2025-2026 compresa il club ha ottenuto le seguenti partecipazioni ai campionati nazionali:
| Livello | Categoria     | Partecipazioni | Debutto   | Ultima stagione | Totale |
| ------- | ------------- | -------------- | --------- | --------------- | ------ |
| 1º      | Bundesliga    | 44             | 1963-1964 | 2011-2012       | 44     |
| 2º      | 2. Bundesliga | 15             | 1996-1997 | 2025-2026       | 15     |
| 3º      | 3. Liga       | 4              | 2018-2019 | 2021-2022       | 4      |

#### Tornei internazionali
Nei tornei internazionali il club ha raggiunto come massimo traguardo la semifinale in due occasioni: nella Coppa UEFA 1981-1982 e nell'edizione 2000-2001 della stessa manifestazione. Venne eliminato rispettivamente dai futuri campioni dell'IFK Göteborg ai tempi supplementari e dall'Alavés, che ebbe complessivamente la meglio per 9-2.
Alla stagione 2020-2021 il club ha ottenuto le seguenti partecipazioni ai tornei internazionali:
| Categoria                                | Partecipazioni | Debutto   | Ultima stagione |
| ---------------------------------------- | -------------- | --------- | --------------- |
| Coppa dei Campioni/UEFA Champions League | 2              | 1991-1992 | 1998-1999       |
| Coppa delle Coppe                        | 2              | 1990-1991 | 1996-1997       |
| Coppa UEFA/UEFA Europa League            | 13             | 1972-1973 | 2003-2004       |
| Coppa Intertoto                          | 1              | 2002      | 2002            |

## Tifoseria

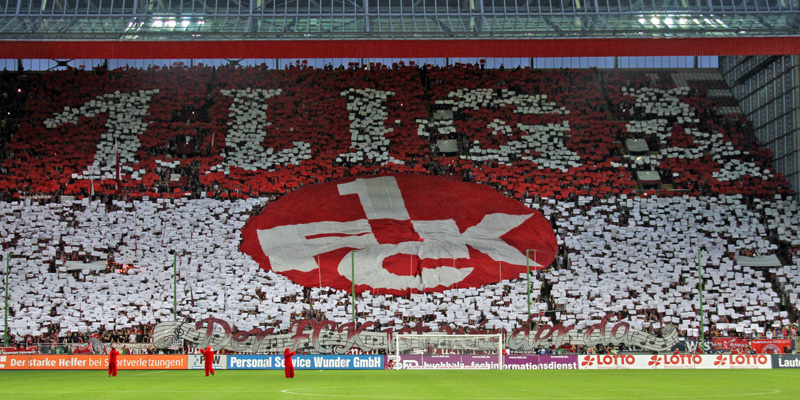
Coreografia della Curva Ovest mentre celebra la promozione del club prima della partita vinta 2-0 contro il Bayern Monaco.

Il Kaiserslautern può contare su una delle tifoserie più passionali e calde dell'intera Germania. La frangia più calda dei Roten Teufel ("diavoli rossi") occupa la Westkurve (curva ovest) del Fritz Walter Stadion. Lo stadio ad ogni partita dei diavoli rossi è al completo e ciò lo rende uno degli stadi più temibili ed ostici della Germania. GL 98 e PFALZ INFERNO sono i due gruppi trainanti della curva ovest.

### Gemellaggi e rivalità
I gemellaggi più sentiti sono quelli con il Werder Brema e il Monaco 1860, dovuto alla comune rivalità con il Bayern Monaco. Sempre in contesto nazionale si registra un'amicizia con il Preußen Münster, mentre in Italia esistono forti legami con il Palermo e soprattutto con il Verona. Questa risale al 1985, quando il difensore Hans-Peter Briegel, neoacquisto della società scaligera proprio dal Kaiserslautern, vinse lo scudetto.
Le rivalità più accese sono quelle con Waldhof Mannheim (con cui disputa il derby del sud-ovest), Eintracht Francoforte (soprattutto durante gli anni '80) e Magonza, dovuta a motivi geografici (derby della Renania-Palatinato).
La sentitissima rivalità verso il Bayern Monaco ha origine dopo il referendum successivo alla seconda guerra mondiale, che decretò l'indipendenza di Kaiserslautern e del Palatinato dalla Baviera. Aumentò in seguito a una sfida del 1973 vinta 7-4 dal Kaiserslautern, che nel secondo tempo rimontò il vantaggio (4-1) del Bayern. Non bisogna inoltre tralasciare i campionati 1990-1991 e 1997-1998, entrambe vinte dai Diavoli Rossi davanti al Bayern; Otto Rehhagel, esonerato dai bavaresi nel 1996 in favore di Giovanni Trapattoni, compì la storica impresa di vincere la Bundesliga con il Kaiserslautern neopromosso che vedeva nella rosa l'ex-interista Ciriaco Sforza.
Altre rivalità si registrano con Coblenza, Colonia, Saarbrücken, Amburgo, Arminia Bielefeld, Karlsruhe e Hannover 96.

## Organico

### Rosa 2024-2025
Aggiornata all'11 giugno 2024.
| N. |                     | Ruolo | Calciatore           |
| -- | ------------------- | ----- | -------------------- |
| 1  | Germania (bandiera) | P     | Julian Krahl         |
| 3  | Germania (bandiera) | D     | Florian Kleinhansl   |
| 4  | Nigeria (bandiera)  | C     | Afeez Aremu          |
| 6  | Mali (bandiera)     | D     | Almamy Touré         |
| 7  | Germania (bandiera) | A     | Marlon Ritter        |
| 8  | Germania (bandiera) | D     | Jean Zimmer          |
| 9  | Germania (bandiera) | A     | Ragnar Ache          |
| 10 | Germania (bandiera) | C     | Philipp Klement      |
| 11 | Germania (bandiera) | C     | Kenny Prince Redondo |
| 13 | Germania (bandiera) | D     | Erik Wekesser        |
| 16 | Germania (bandiera) | C     | Julian Niehues       |
| 17 | Germania (bandiera) | C     | René Klingenburg     |
| 19 | Germania (bandiera) | A     | Daniel Hanslik       |
| 20 | Germania (bandiera) | C     | Tobias Raschl        |
| 21 | Germania (bandiera) | C     | Hendrick Zuck        |
| 22 | Germania (bandiera) | C     | Lars Bünning         |

| N. |                                 | Ruolo | Calciatore        |
| -- | ------------------------------- | ----- | ----------------- |
| 23 | Germania (bandiera)             | D     | Philipp Hercher   |
| 24 | Germania (bandiera)             | D     | Jannis Heuer      |
| 25 | Germania (bandiera)             | C     | Aaron Opoku       |
| 26 | Rep. Ceca (bandiera)            | C     | Filip Kaloč       |
| 27 | Germania (bandiera)             | D     | Frank Ronstadt    |
| 28 | Svizzera (bandiera)             | D     | Jan Elvedi        |
| 29 | Germania (bandiera)             | C     | Richmond Tachie   |
| 30 | Bosnia ed Erzegovina (bandiera) | P     | Avdo Spahić       |
| 31 | Germania (bandiera)             | C     | Ben Zolinski      |
| 32 | Germania (bandiera)             | D     | Jan Gyamerah      |
| 33 | Germania (bandiera)             | P     | Jonas Weyand      |
| 35 | Germania (bandiera)             | C     | Angelos Stavridis |
| 39 | Germania (bandiera)             | C     | Aaron Basenach    |
| 40 | Nigeria (bandiera)              | A     | Dickson Abiama    |
| 48 | Germania (bandiera)             | A     | Faride Alidou     |